# Mazepa (1909.)
Mazepa (rus. «Мазепа») - ruski film redatelja Vasilija Gončarova iz 1909. godine.
Film je rađen po Puškinovoj poemi Poltava i libretu opere Poltava Petra Iljiča Čajkovskog.

## Radnja
Film govori o hetmanu Mazepi koji je zaljubljen u Kočubejevu kćer Mariju i traži od njenog oca pristanak da je oženi, ali otac ga odbija. To ih ne zaustavlja i oni bježe...

## Uloge
- Vasilij Stepanov: Kočubej
- Andrej Gromov: Mazepa
- Raisa Rejzen: Marija
- Antonina Požarskaja: Marijina majka

## Vanjske poveznic e
- Mazepa na Kino Poisk